# ماکسیم استویان
ماکسیم استویان (انگلیسی: Maksym Stoyan؛ زادهٔ ۱۹ اوت ۱۹۸۰) بازیکن فوتبال اهل اوکراین است.
از باشگاه‌هایی که در آن بازی کرده‌است می‌توان به باشگاه فوتبال چورنومورتس اودسا اشاره کرد.